# Jan Hrdý (politik)
Jan Hrdý (* 17. prosince 1981 Uherské Hradiště) je český politik, v letech 2020 až 2021 zastupitel Zlínského kraje, od roku 2010 zastupitel města Uherský Brod (v letech 2010 až 2022 navíc místostarosta města), člen ODS. Od února 2022 působí jako ředitel Krajské nemocnice T. Bati.

## Život
Maturitu v oboru elektrotechnika získal na Střední průmyslové škole v Uherském Hradišti. Vysokoškolské studium absolvoval na Fakultě elektrotechniky a komunikačních technologií Vysokého učení technického v Brně.
Následně se stal tiskovým mluvčím nemocnice v Uherském Hradišti, kde pak do roku 2010 zastával funkci vedoucího tiskového odboru. Od února 2022 se stal ředitelem a předsedou představenstva Krajské nemocnice T. Bati.
Jan Hrdý je ženatý a má čtyři děti.

## Politické působení
Členem ODS je od roku 2005. V roce 2007 se stal členem místní rady a od roku 2009 je předsedou místního sdružení ODS v Uherském Brodě.
V komunálních volbách v roce 2006 neúspěšně kandidoval jako člen ODS do Zastupitelstva města Uherského Brodu. Uspěl až v komunálních volbách v roce 2010, kdy se stal uherskobrodským zastupitelem. Figuroval jako kandidát ODS na starostu města, ale vzhledem k volebnímu výsledku strany byl v listopadu 2010 zvolen místostarostou Uherského Brodu. Pozici místostarosty zastával až do roku 2022, v září 2024 se pak stal radním města.
Do vyšší politiky se pokoušel vstoupit, když v krajských volbách v roce 2012 neúspěšně kandidoval za ODS do Zastupitelstva Zlínského kraje. Podařilo se mu to až ve volbách v roce 2020. Nicméně na jaře 2021 na post krajského zastupitele rezignoval, jelikož se stal členem představenstva Uherskohradišťské nemocnice.
Ve volbách do Poslanecké sněmovny PČR v roce 2013 kandidoval ve Zlínském kraji jako lídr ODS, ale neuspěl.